# Майкл, Ральф
Ральф Майкл (при рождении Ральф Чемпион Шоттер, англ. Ralph Michael, Ralph Champion Shotter, 26 сентября 1907 — 9 ноября 1994) — английский актёр. Он снимался в таких фильмах, как «Глубокой ночью», «Гибель „Титаника“», «Дети проклятых», «Большой приз», «Бюро убийств» и «Империя солнца».
В его телевизионный послужной список входят «Приключения Робин Гуда», «Повесть о двух городах», «Диксон из Док Грин», «Опасный человек», «Кесслер», «Сага о Форсайтах», «Человек в чемодане», «Мстители», «Колдиц», «Доктор на свободе», «Общественное мнение», «Закон Сазерленда», «Softly, Softly», «Профессионалы», «Судья Рампол», «Принц-регент», «Доктор Кто», «Бержерак», «Мисс Марпл», «Демпси и Мейкпис», «Роклифф», «Путь Говарда», «Шоу Фрая и Лори» и «Дживс и Вустер».
В «Демпси и Мейкпис» Ральф Майкл сыграл роль лорда Уинфилда, отца Гарриет Мейкпис, в трех эпизодах: «Armed and Extremely Dangerous», «Make Peace not War» and «Cry God for Harry».

## Личная жизнь
В 1942 году Ральф Майкл женился на актрисе Фэй Комптон. Они развелись в 1946 году после того, как стало известно о его романе с актрисой Патрицией Рок. С 1947 году он был женат на актрисе Джойс Херон. В 1980 году она скончалась.

## Фильмография
- False evidence (1937) — констебль Барлоу
- John Halifax (1938) — Финес Флетчер
- The Girl Who Forgot (1940) — Тони Стивенедж
- Front Line Kids (1942) — Поль
- Gert and Daisy Clean Up (1942) — Джек Грегори
- Women Aren't Angels (1943) — Джек
- Колокола смолкли (1943) — выживший в Дюнкерке (в титрах не указан)
- Сан-Деметрио, Лондон (1943) — второй помощник капитана Хоукинс
- For Those in Peril (1944) — офицер ВВС Роулингс
- They Came to a City (1944) — человек на склоне холма
- Глубокой ночью (1945) — Питер Кортленд
- Джонни-француз (1945) — Боб Тремейн
- Плененное сердце (1946) — капитан медицинской службы сухопутных войск Великобритании Терстон
- Песня завтрашнего дня (1948) — Роджер Стэнтон
- Пенни и дело Поунолла (1948) — инспектор сыскной полиции Майкл Карсон
- Горячее сердце (1949) — Киви
- The Astonished Heart (1950) — Филип Лукас
- Звуковой барьер (1952) — Флетчер
- Women Without Men (1956) — Джулиан Лорд
- Blonde Bait (1956) — Джулиан Лорд
- Семь волн тому назад (1957) — Джордж Килгор
- Подарок на день рождения (1957) — Кроутер (в титрах не указан)
- The Supreme Secret (1958) — cержант Миллиган
- Гибель «Титаника» (1958) — Джей Йейтс
- Date at Midnight (1959) — сэр Эдвард Лейтон
- A Taste of Money (1960) — суперинтендант Уайт
- The Court Martial of Major Keller (1961) — полковник Уинч
- Валиант (1962) — командир Кларк
- Рядовой Поттер (1962) — священник
- Дети проклятых (1964) — министр обороны
- Самое жуткое убийство (1964) — Ральф Саммерс
- A Jolly Bad Fellow (1964) — суперинтендант Растли
- Тот, который управляет тигром (1965) — Картер
- Герои Телемарка (1965) — Нильссен
- Хартум (1966) — сэр Чарльз Дилк
- Гран-при (1966) — мистер Стоддард
- Карточный домик (1968) — Клод де Гонд
- Бюро убийств (1969) — редактор (в титрах не указан)
- Граф Монте-Кристо (1975) — Дантес
- Дневник старого безумца (1987) — Марсель Хамелинк
- Львиное сердце (1987) — Уильям Нерра
- Империя солнца (1987) — мистер Партридж
- Ромашковая поляна (1992) — Тони в возрасте